# Arena der Cowboys

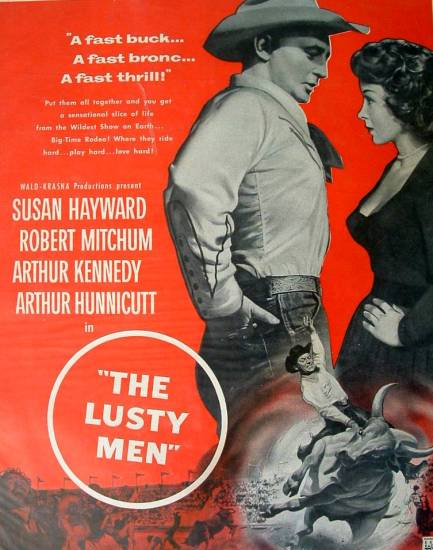
Filmposter

The Lusty Men ist ein US-amerikanisches Filmdrama unter Regie von Nicholas Ray mit Susan Hayward, Robert Mitchum und Arthur Kennedy in den Hauptrollen. Als Grundlage diente ein 1946 erschienener Time-Artikel namens King of the Cowpokes von Claude Stanush. In Deutschland lief der Film zunächst im Kino in einer um rund 18 Minuten gekürzten Fassung unter dem Titel Arena der Cowboys, später auch als Die Draufgänger im englischen Original mit deutschen Untertiteln im Fernsehen.

## Handlung
In Rodeo-Kreisen gilt Jeff McCloud als lebende Legende, doch nach 18 Jahren und vielen Verletzungen entscheidet er sich für ein Karriereende. Er kehrt in seine Heimat Texas zurück und besucht das Haus seiner Eltern, das mittlerweile von dem alten Farmer Jeremiah Watrus bewohnt wird. Auf Jeremiahs Farm trifft er auch auf das junge Ehepaar Louise und Wes Merritt, welches am Ankauf von Haus und Feldern interessiert ist. Die beiden müssten dafür aber noch viele Jahre sparen, denn sie sind aus einfacher Familie und Wes ist nur Ranchgehilfe auf einer benachbarten Farm. Louise führt beständig Buch über das mühsam Ersparte und träumt von einem bescheidenen, aber eigenständigen Glück. Jeff benötigt einen Job und Wes vermittelt ihn auf die Farm, auf der er arbeitet. Trotz vieler Preisgelder hatte Jeff es nie geschafft, sich Geld zurückzulegen – Frauen, wilde Feiern und Glücksspiel standen dem im Weg. Jeff und Wes freunden sich an.
Wes ist selbst am Rodeoreiten interessiert und erhält Unterricht von Jeff. Einige Zeit später beweist sich Wes bei einer lokalen Rodeoshow als talentierter Reiter, sein Preisgeld fällt so hoch wie zwei Monatslöhne auf der Farm aus. Wes beschließt daraufhin, es professionell als Rodeoreiter zu versuchen – aber nur solange, bis das Geld für die Farm zusammenkommt. Louise ist wenig begeistert und macht Jeff für diesen Sinneswandel ihres Mannes verantwortlich. Sie fürchtet die Gefährlichkeit des Rodeosports sowie die unstete Lebensart der Rodeoreiter und ihrer Familienangehörigen, die ständig in Angst auf der Tribüne sitzen. Letztlich unterstützt sie aber Wes bei seinem Schritt. Jeff kommt ebenfalls mit; als Bereiter und Trainer von Wes soll die Hälfte von dessen Preisgeldern kassieren, aber in den aktiven Rodeosport möchte er nicht mehr zurückkehren. Gleich am ersten Tag reitet Wes erfolgreich einen besonders gefährlichen Bullen und wird zum gefeierten Newcomer der Rodeo-Saison.
Vor dem großen Saisonhöhepunkt rechnet Louise zusammen, dass sie nun das Geld für den Kauf der Ranch von Jeremiah haben. Wes, dem der Erfolg etwas zu Kopf gestiegen ist, möchte sich aber nicht auf das einfache Leben eines Ranchers beschränken und weiter Rodeoreiter bleiben. Auf einer Party eskaliert der Ehestreit und Louise schlägt eine Frau zu Boden, die wild mit dem betrunkenen Wes geflirtet hatte. Jeff versucht Louise zu trösten und gesteht ihr seine Liebe, die er lange verborgen gehalten hatte. Sie möchte aber weiter zu ihrem Mann halten und bittet Jeff, ob er ihr dabei helfen könne, Wes vor dem langfristigen Schicksal der anderen abgehalfterten Rodeoreiter zu bewahren. Wes kommt in die Situation hinein und vermutet eine Affäre, außerdem hat er nach seinen Erfolgen genug davon, sich alles von Jeff sagen zu lassen. Er nennt Jeff einen Feigling, denn der kassiere nur seine Preisgelder ein, ohne selbst anzutreten. Jeff schlägt Wes daraufhin nieder und trägt sich, trotz fehlender Übung, für den nächsten Tag als Rodeoreiter ein.
Jeff kann mit seinen Fähigkeiten die Menge und auch Wes begeistern, verfängt sich aber mit seinem Fuß unglücklich im Steigbügel, fällt hinunter und zerquetscht sich die Lunge. Er stirbt in den Armen der sichtlich aufgewühlten Louise. Sie sagt und Jeff stimmt ihr dabei zu, dass die Rodeoreiter mit ihren Heldentaten und Knochenbrüchen ihre Männlichkeit beweisen wollen, das aber nichts Gutes sei. Wes kommt durch den Tod seines Mentors ins Nachdenken und beschließt, das Rodeo aufzugeben und die Farm zu kaufen. Jeffs alter Freund Booker und dessen Tochter Rusty kommen als Ranchgehilfen mit.

## Hintergrund
Horace McCoy schrieb das Drehbuch, nachdem er den Artikel über Rodeoreiter im Time Magazine gelesen hatte, und verbrachte fünf Monate im Umfeld von Rodeoreitern. Zunächst war 1950 Robert Parrish als Regisseur des Films angekündigt und George Montgomery wurde als Hauptdarsteller gehandelt. Nachdem Parrish das Projekt verlassen hatte, waren unter anderem John Huston, Raoul Walsh und Anthony Mann als Regisseure im Gespräch. Im Sommer 1951 wurden schließlich Nicholas Ray und Robert Mitchum verpflichtet, danach nahm das Projekt schnell klare Formen an. Robert Parrish sollte allerdings später noch am Filmset tätig sein, er sprang nämlich ein, als Ray mehrere Tage krank war.

## Kritiken
Der Filmdienst war überzeugt: „Ein moderner Western auf der Folie eines handwerklich mit großer Sorgfalt komponierten Hollywood-Melodrams. Dank hervorragender Darsteller und der sensiblen Vertiefung der Genre-Chiffren wird der Film zur existentiellen Auseinandersetzung mit der Zusammengehörigkeit der Menschen und ihrer Suche nach Geborgenheit und Frieden.“
Heutigen Kritikern gilt Arena der Cowboys allgemein als gelungener Film, nicht wenige Kritiker nennen ihn auch ein Meisterwerk. Bei Rotten Tomatoes fallen alle gelisteten 15 Kritiken positiv aus, mit einer Durchschnittswertung von 8,2 von zehn Punkten. Für Dave Kehr ist dieser „Western im modernen Gewand“ einer der „vielleicht melancholischte und reflektierendste Film“ in Rays Werk; ein „Meisterwerk“, in dem Rays ständige Themen von „Unzufriedenheit und Selbstzerstörung“ auftauchen würden. Herausragend sei auch die Kameraarbeit von Lee Garmes, die eine Atmosphäre von „Staub und Verzweiflung“ schaffe. Die Figuren würden zwischen Lust auf Freiheit und dem Bedürfnis von Sicherheit balancieren.